# Contact alimentaire

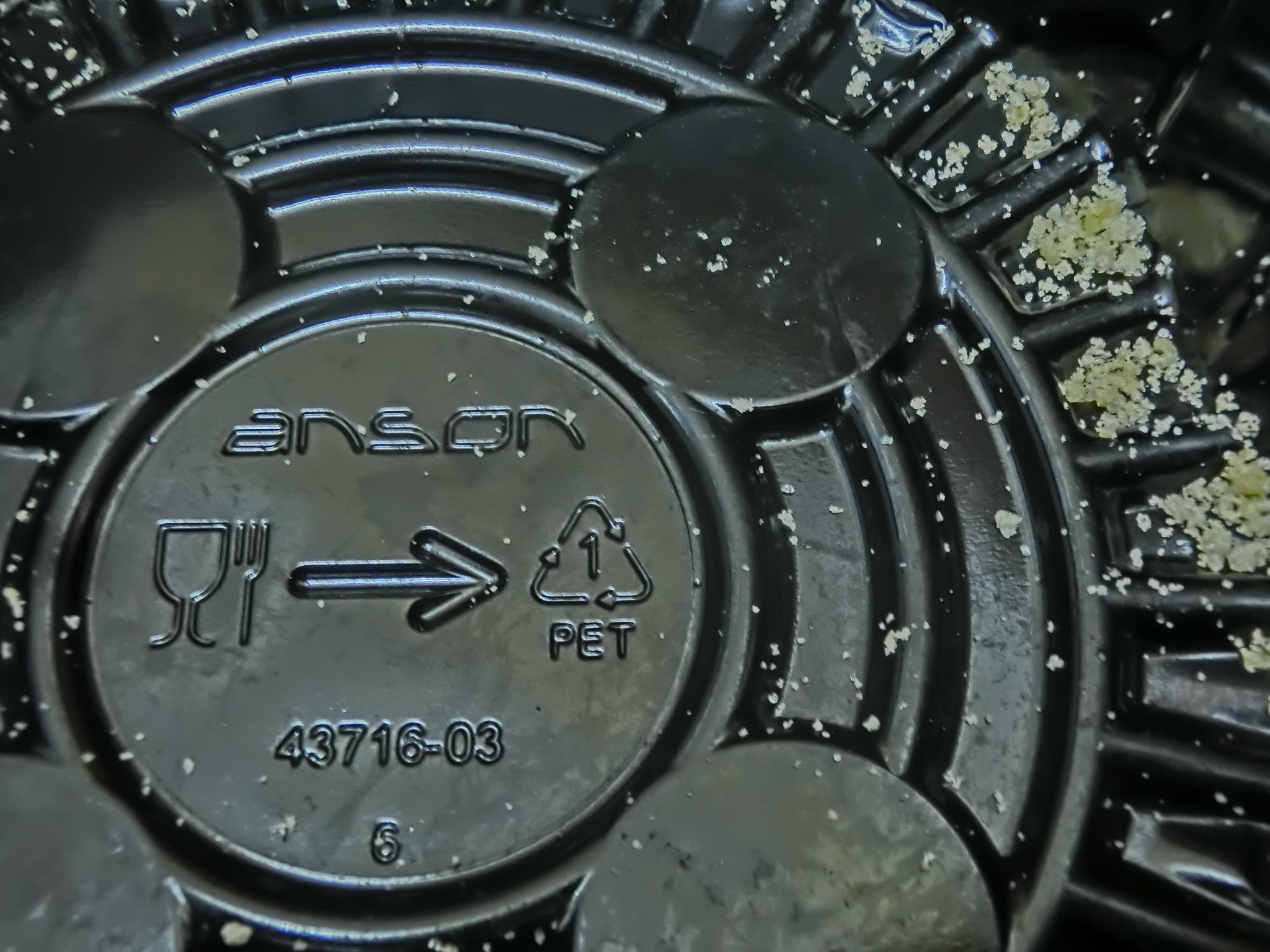
Pictogramme « contact alimentaire » (à gauche) sur un emballage plastique à Hong Kong.

L'aptitude au contact alimentaire d'un objet signifie que le matériau dont il est constitué répond à des exigences règlementaires (voir ci-après) ou normatives garantissant qu'il n'y a pas de risque de toxicité induite, pour des aliments ou boissons, par cet objet (si ce dernier a été normalement utilisé : pas de surchauffe, de contact avec des produits toxiques, etc…).
L'alimentarité désigne l'aptitude d'un produit à être mis en contact avec des denrées alimentaires en respectant toutes ces exigences.
Cette aptitude est visible sur certains emballages ou articles de cuisine par un pictogramme spécial représentant en Europe un verre à pied et une fourchette. 
Les bonnes pratiques d'hygiène veulent que ce type d'article soit inerte vis-à-vis des aliments ; en évitant toute migration de produits et en n'ayant pas d'effet catalytique susceptible de modifier le goût ou la qualité de l'aliment. 
En Europe, la Directive 82/711/CEE du Conseil, du 18 octobre 1982, a établi les règles de base nécessaires à la vérification de la migration des constituants des matériaux et objets en matière plastique destinés à entrer en contact avec les denrées. En France, l'Arrêté du 3 janvier 2001 modifie l'arrêté du 14 septembre 1992 relatif aux matériaux et objets en matière plastique mis ou destinés à être mis au contact des denrées, produits et boissons alimentaires.
On parle volontiers d'emballage alimentaire, mais cette expression est imprécise et n'a pas de valeur juridique. Il existe aussi des gants, peintures, résines, bandes transporteuses... certifiés aptes au contact alimentaire.
Ce type de matériau peut être utilisé (ou exigé) pour certains jouets pour enfants ou bébé.

## Concepts
Dans tous les cas, selon l'article 3 du règlement européen 1935/2004, les matériaux ne doivent pas transférer de substances en quantité susceptible de présenter un danger pour la santé du consommateur, mais certains auteurs proposent de différencier dans l'analyse de risque et études d’innocuité ; 
- le contact avec le « matériau d'usine » ou d'atelier artisanal de préparation (temps de contact plutôt court, mais environnement ouvert et fortes variations de températures lors des opérations de cuissons, congélation…) ;
- le contact avec l'« emballage » lui-même (temps de contact généralement plus long (ex : conserves), sauf pour nourriture consommée sur place ou rapidement).

## Règlementation

Pictogramme en Europe.

Un règlement européen de 2002, établit les principes et prescriptions généraux de la législation alimentaire ;

Le règlement (CE) 1935/2004 fixe des prescriptions générales pour tous les matériaux destinés à entrer en contact avec les denrées alimentaires. En conditions normales d’utilisation, les matériaux utilisés ne doivent pas céder aux aliments des constituants en quantité susceptible de présenter un danger pour la santé humaine ou d’entraîner une modification inacceptable de la composition des denrées avec ou non une altération des caractères organoleptiques de celles-ci. 
Des directives spécifiques complètent cette première directive, précisant les principes et critères pour dix-sept familles de matériaux : 
- matériaux et articles intelligents,
- adhésifs,
- métaux et alliages,
- caoutchoucs,
- céramiques (certains émaux peuvent libérer du plomb ou d'autres métaux),
- liège,
- verre (remarque : un alcool longtemps conservé dans une carafe en cristal peut être altéré par du plomb),
- résines échangeuses d’ions,
- papiers et cartons,
- matières plastiques,
- fibres de brosse
- encres d’imprimerie,
- celluloses régénérées,
- silicones,
- textiles,
- vernis (peinture) et revêtements (résine, etc.),
- cires,
- bois.

Le contrôle de la migration dans les denrées alimentaires doit être fait dans des conditions précisées par les directives, qui peuvent être périodiquement mises à jour avec les nouvelles connaissances. 

L'Europe fonctionne avec une liste "positive" de substances : celles qui y figurent sont autorisées, les autres interdites. 

Les États-Unis ont une démarche inverse : une liste négative (tout ce qui n'est pas interdit est autorisé).

En Europe, l'évaluation détaillée de toutes les substances chimiques prévue par la Directive Reach va probablement faire progresser la connaissance des risques réels de certains constituants des matériaux au contact des aliments.
Pour les essais de migration, il est impossible de vérifier la migration avec l'ensemble des denrées alimentaires. Aussi, des simulants sont utilisés qui représentent quatre familles alimentaires dont les comportements d'adsorption, solubilisation et absorption diffèrent : 
- aliments aqueux, simulant = eau
- aliments acides, simulant = acide acétique
- aliments alcoolisés, simulant = éthanol
- aliments gras, simulant = huile d'olive.

Ces catégories sont en cours d'évolution avec la réglementation "P.I.M." que vient d'adopter l'Union Européenne en janvier 2011 et qui s'appliquera en plusieurs étapes à partir de mai.
Ceci permet d'homogénéiser les résultats des tests, les liquides choisis simulant la capacité des aliments à absorber les substances présentes dans le matériau d'emballage. Même si ces simulacres d'aliments ne peuvent pas remplacer de vrais produits, c'est la seule façon pour différents laboratoires à travers l'Europe de comparer des résultats de mesure. Selon la durée de conservation et la température d'utilisation, les normes précisent les barèmes à utiliser, par exemple 10 jours à 40 °C.
En juillet 2011, en France, l'ANSES confirme l'utilité de réviserles lignes directrices pour l'évaluation des risques pour l'homme des constituants des produits de nettoyage des matériaux et objets destinés au contact avec des denrées alimentaires.

## Certification
Les fabricants d’emballages destinés au contact des aliments peuvent demander la certification de leur système de management de l'hygiène selon plusieurs standards, privés ou non : 
- LNE-Hygiène/HACCP,
- Certificat BRC/IoP,
- Certificat AIB
- Certificat FEFCO/ESBO

Le CEN/TC 261 Emballage élabore toutes les normes européennes relatives à l'emballage. Un des textes publié en avril 2008 est la norme NF EN 15593 (Emballages - Management de l'hygiène dans la fabrication des emballages destinés aux denrées alimentaires - Exigences). Cette norme spécifie les exigences relatives à un système de management de l’hygiène destiné aux fabricants et fournisseurs d’emballages pour produits alimentaires, y compris pour le stockage et le transport.
- Le certificat danois DS 3027 E peut s'appliquer à tout emballage
- La norme ISO 22000 peut s'appliquer à tout emballage.
- Les certifications IFS ou CCvD-HACCP ne sont pas encore applicables au champ de la production d’emballage.

## En France
Des standards spécifiques existent pour quelques articles, il s'agit d'une certification de produits, dont :
- NF-Sacs congélation,
- NF-Aluminium ménager,
- NF-Hygiène alimentaire pour les équipements destinés à l’industrie agroalimentaire.

Dans toute la filière agroalimentaire des besoins de désinfection et nettoyage peuvent exister, impliquant des agents nettoyants ou désinfectants, biocides... « L'aptitude au contact alimentaire des produits de nettoyage est régie par le décret n°73-138 modifié et son arrêté d'application (arrêté du 8 septembre 1999) qui fixe pour certaines catégories de produits une liste positive des constituants autorisés ».
En 2007, l'AFSSA a rendu un avis et des recommandations sur les risques pour l'Homme des constituants des produits de nettoyage des matériaux et objets destinés au contact avec des denrées alimentaires .

## Papier et carton
Le carton ondulé, carton compact, à l'enrouleuse, etc.
Les papiers-cartons ne font pas l'objet de textes de loi, à part le règlement (CE) 1935/2004 mais sont depuis longtemps cadrés par des Guides de Bonne Pratique. Le certificat FEFCO/ESBO est spécifique à ce secteur.

## Plastiques recyclés
Un règlement spécial européen sur les emballages en matière plastique recyclée destinés à entrer en contact avec les denrées alimentaires est paru. Selon le règlement (CE) N°282/2008, les plastiques recyclés utilisés pour la fabrication des matériaux et objets destinés à être en contact avec les aliments devront être obtenus uniquement à partir de procédés autorisés par la Commission à la suite d'une évaluation de la sécurité effectuée par l'Autorité Alimentaire Européenne (EFSA).

## Métaux
Ne sont pas autorisés au contact des aliments le cuivre, le zinc, le fer recouvert de zinc (acier galvanisé) et l’amiante. Des limites résiduelles sont précisées pour le plomb, le cadmium et le chrome hexavalent dans les céramiques et le verre.

## Verre
Il est communément admis que le verre est un matériau totalement inerte. Ceci est absolument vrai pour certains verres techniques qui se dégradent extrêmement lentement. Pour les verres bas de gamme, leur réemploi impose leur lavage et, au microscope voire à l'œil nu, apparaissent des transformations évidentes de leur aspect après quelques dizaines de lavages en lave-vaisselle avec eau adoucie.
Certes, le verre, en tant que tel, est un matériau quasi idéal pour un emballage à usage unique parfaitement neutre et transparent. Mais il faut qu'il n'ait pas été préalablement contaminé. Composé essentiellement de silice, des additifs peuvent être ajoutés (trioxyde d'antimoine ou d'arsenic, métaux lourds, charges minérales, calcin, calcium, soude...) et leur relargage est possible. 
Le recyclage du verre peut l'exposer à la présence de cristal qui est un verre additionné de plomb (25 % environ), lequel peut finir par être relargué, à faibles doses, mais en continu par exemple dans les alcools forts stockés sur de longues durées. Le verre est sensible à l'acide fluorhydrique.